# Mezizubní kartáček

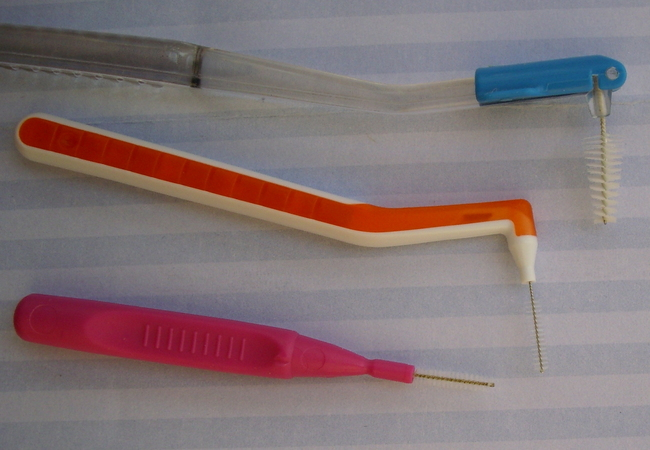
Sada mezizubních kartáčků (horní, na více použití – kónická čisticí hlava, zbylé dva na jedno použití – rovná čisticí hlava)

Mezizubní kartáček je specifický druh kartáčku, který slouží k čištění všech mezizubních prostor. Užívá se od chvíle, kdy vznikne mezizubní prostor. Tj. již ve chvíli, kdy prořežou mléčné stoličky a těsně na sebe naléhají. Mezizubní kartáček je nutné používat i v případech, kdy má pacient zubní můstek, rovnátka. Důvodem proč se mezizubní kartáček používá je vyčištění „celého“ zubu a předcházení zubního kazu a paradentóze.

## Specifikace
Kartáčky se vyrábí s pevnou hlavou (kdy je čisticí drátek s vlákny napevno vnořen do držáku) nebo s výměnnou hlavou (hlavičku je možné měnit). Kartáček se používá dokud vlákna čistí. Po použití jej opláchneme a umístíme na suché místo. Není nutné používat pastu ani vodu. 
Dále lze rozlišovat dle profilu čisticí hlavičky:
- rovné – rádius čištění se pohybuje mezi 2 až 5 mm.
- kónické (kuželovité) – rádius čištění se pohybuje mezi 3 až 7 mm.

## Užití
Každodenní užívání mezizubního kartáčku snižuje (a v kombinaci se správným použitím klasického kartáčku více méně eliminuje) výskyt zubního kazu a paradentozy. Symptomem (znakem) nesprávně vyčištěných zubů je také krvácivost zubních dásní a zápach z úst[zdroj?]. V začátcích čištění se mohou vyskytnout obtíže (bolest, krvácení), které by však v průběhu několika dnů měly ustat. Nedaří-li se čištění mezizubním kartáčkem, je vhodné navštívit dentální hygienistku (její služby nejsou hrazeny z veřejného zdravotního pojištění). Hygienistka nejen naučí čištění s mezizub. kartáčkem, ale zároveň doporučí velikost m. kartáčků pro jednotlivé mezizubní prostory.